# Clorofil·la
La clorofil·la (del grec chloros, 'verd', i phyllon, 'fulla') és qualsevol dels pigments verds relacionats que es troben als cianobacteris i als cloroplasts d'algues i plantes. El seu nom deriva de les paraules gregues χλωρός ( khloros, "verd pàl·lid") i φύλλον ( phyllon, "fulla"). La clorofil·la permet que les plantes absorbeixin l'energia de la llum. Aquests pigments estan implicats en la fotosíntesi oxigenada, a diferència de les bacterioclorofil·les, molècules relacionades que només es troben en bacteris i que participen en la fotosíntesi anoxigènica.
Les clorofil·les absorbeixen la llum amb més força a la part blava de l'espectre electromagnètic així com a la part vermella. Per contra, és un pobre absorbent de les parts verdes i gairebé verdes de l'espectre. Per tant, els teixits que contenen clorofil·la semblen verds perquè la llum verda, reflectida de manera difusa per estructures com les parets cel·lulars, s'absorbeix menys. Existeixen dos tipus de clorofil·la en els fotosistemes de les plantes verdes: la clorofil·la a i b.

## Història
La clorofil·la va ser aïllada i nomenada per primera vegada pels químics francesos Joseph Bienaimé Caventou i Pierre Joseph Pelletier el 1817. Pelletier va introduir els mètodes, basats en la utilització de dissolvents suaus, que van permetre per primera vegada aïllar no sols la clorofil·la, sinó també substàncies de gran importància farmacològica com la cafeïna, la colquicina o la quinina.La presència de magnesi a la clorofil·la es va descobrir l'any 1906, i va ser la primera detecció d'aquest element al teixit viu.
Després d'un treball inicial realitzat pel químic alemany Richard Willstätter entre 1905 i 1915, l'estructura general de la clorofil·la a va ser dilucidada per Hans Fischer el 1940. El 1960, quan es coneixia la major part de l'estereoquímica de la clorofil·la a, Robert Burns Woodward va publicar una síntesi total de la molècula. El 1967, l'última dilucidació estereoquímica restant va ser completada per Ian Fleming, i el 1990 Woodward i els seus coautors van publicar una síntesi actualitzada. Es va descobrir que la clorofil·la f estava present en cianobacteris i altres microorganismes oxigenats que formen estromatòlits el 2010; i es va deduir una fórmula molecular de C 55 H 70 O 6 N 4 Mg i una estructura de (2- formil )-clorofil·la a basant-se en RMN, espectres òptics i de masses.

## Funció
La funció de la clorofil·la és l'absorció d'energia lluminosa en la fotosíntesi oxigènica.
El principal paper de la clorofil·la en la fotosíntesi és l'absorció de fotons de llum amb la consegüent excitació d'un electró. Serveix per a transformar energia lumínica en energia química.
A més, la clorofil·la serveix també perquè la planta detecti d'on ve la llum i creixi en conseqüència (fototropisme).

## Ecologia

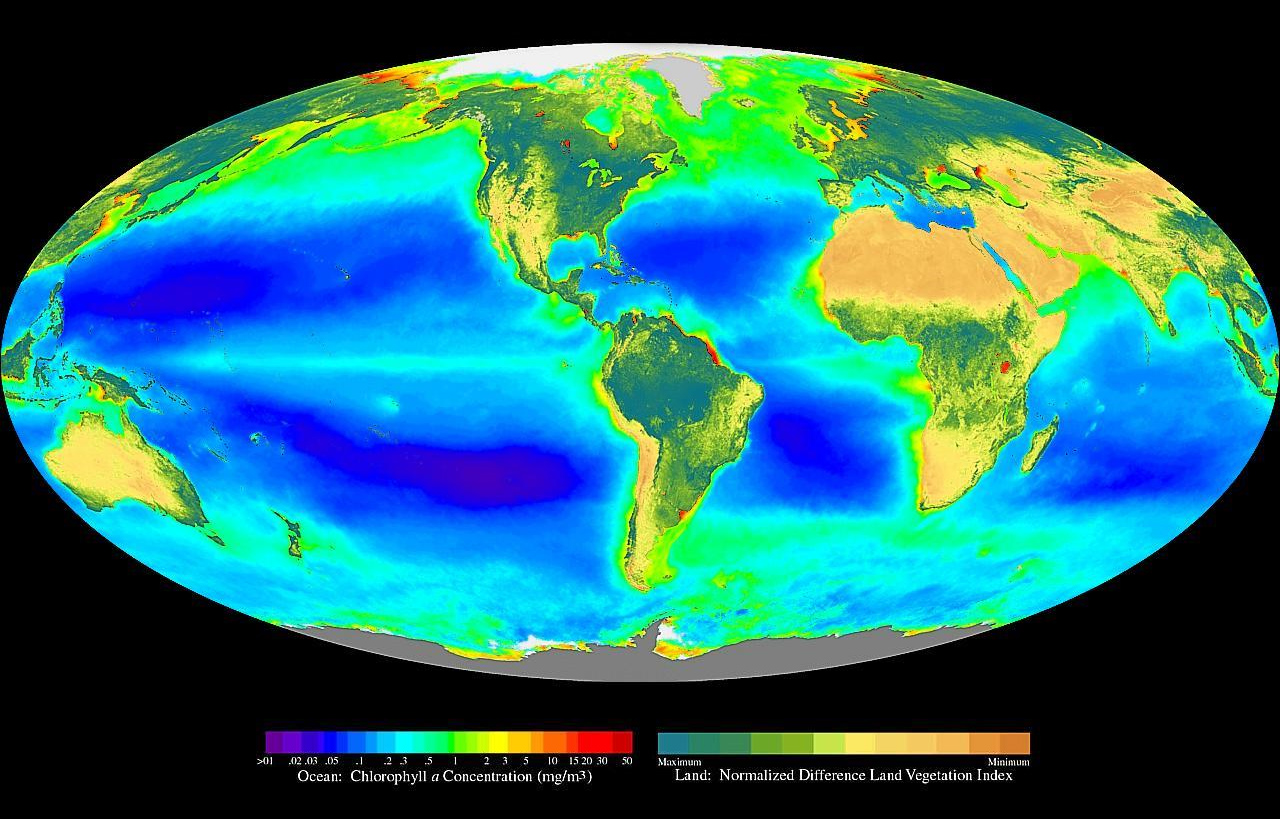
Imatge composta que mostra la distribució global de la fotosíntesi, incloent-hi tant la vegetació oceànica (fitoplàncton) com terrestre

La clorofil·la és un pigment de color verd que pot detectar-se fàcilment gràcies al seu comportament davant la llum. Mesurar òpticament la concentració de clorofil·la en una mostra d'aigua dona poca feina i permet una estimació suficient de la concentració de fitoplàncton (algues microscòpiques) i, indirectament, de l'activitat biològica; d'aquesta manera el mesurament de clorofil·la és un instrument important de vigilància dels processos d'eutrofització. La presència de clorofil·la és mesurada també per sistemes de teledetecció, que informen sobre la distribució de la producció primària, incloses les oscil·lacions estacionals i les fluctuacions interanuals. En aquesta forma el mesurament de la clorofil·la ajuda la investigació del canvi climàtic i ecològic a escala global (vegeu figura a la dreta).

## Estructura química
L'estructura de la molècula de clorofil·la consta de dues parts: un anell de porfirina (substituïda amb petits grups enllaçats, substituents) i una cadena llarga anomenada fitol. L'anell de porfirina és una tetrapirrole, amb quatre anells pentagonals de pirrole enllaçats per formar un anell més gran que és la porfirina. L'hemoglobina de la sang i altres proteïnes contenen també porfirina, que en aquest altre cas en constituïx el principal d'un grup hemo; i també es troba porfirina en l'estructura de la vitamina B12. El grup hemo conté un àtom de ferro (Fe); la porfirina de la clorofil·la duu en un lloc equivalent un àtom de magnesi (Mg2+). L'absorció de determinats pics de l'espectre de radiació (vegeu gràfica més avall) és una propietat de les molècules orgàniques que contenen dobles enllaços conjugats (alternats amb enllaços simples); pot veure's en les fórmules desenvolupades contigües que l'anell porfirínic és ric en tals enllaços. El fitil (o resta de fitol; anomenem resta o residu la part d'una molècula incorporada a l'estructura d'una altra de més gran) és una cadena hidrocarbonada amb restes de metil (-CH3) al llarg de la cadena. Té, com totes les cadenes orgàniques basades només en C i H, un caràcter hidròfob; és a dir, que repel·leix a l'aigua. La cadena del fitil serveix per a ancorar la molècula de clorofil·la en l'estructura anfipàtica dels complexos moleculars en què resideixen les clorofil·les.

## Localització en les cèl·lules
Les clorofil·les es troben en les membranes dels tilacoides, que en els cianobacteris són invaginacions de la membrana plasmàtica, i en els plasts de les cèl·lules eucariotes són vesícules distribuïdes pel seu interior. Les clorofil·les apareixen inserides a la membrana, a la qual s'ancoren per la cadena lateral constituïda per un grup de fitol, associades a proteïnes i altres pigments, amb els quals formen els fotosistemes. Cada fotosistema conté unes 200 molècules de clorofil·la, a més de pigments auxiliars, amb els quals constituïx el que es denomina antena. L'antena està formada per conjunts ordenats de molècules de clorofil·la, altres pigments i proteïnes, que es diuen complexos col·lectors de la llum. Només una molècula de clorofil·la en cada fotosistema converteix pròpiament l'energia radiant (llum) en energia química quan rep un fotó amb prou energia des de les molècules de l'antena, que la hi van passant.

## Espectre d'absorció i color
Absorbència de les clorofil·les a i b en diferents longituds d'ona. Pot veure's que absorbeixen els colors dels extrems de l'arc de Sant Martí (cap al blau i el vermell), però no el verd, del qual procedeix el seu color. Les clorofil·les tenen típicament dos pics d'absorció en l'espectre visible, un a l'entorn de la llum blava (400-500 nm de longitud d'ona), i l'altre a la zona vermella de l'espectre (600-700 nm); no obstant això, reflecteixen la part mitjana de l'espectre, la més nodrida i corresponent al color verd (500-600 nm). Aquesta és la raó per la qual les clorofil·les presenten color verd i el confereixen als organismes o a aquells teixits dotats de cloroplasts actius a les seves cèl·lules, així com als paisatges que formen. Fora de les plantes verdes, que són d'aquest color, les clorofil·les van acompanyades de grans quantitats de pigments auxiliars, principalment carotenoides i ficobilines, que presenten altres colors i dominen el conjunt, i tenyeixen l'organisme de colors com el groc daurat típic dels cromòfits, o el vermell porpra de les algues vermelles.

## Diversitat i distribució taxonòmica
Les diferents formes de la clorofil·la es distribueixen desigualment en la diversitat dels fotosintetitzadors oxigènics. La taula següent presenta les diferents formes de clorofil·la i un resum la seva distribució sistemàtica.
1. La clorofil·la a, que es troba en tots els casos vinculada al centre actiu dels complexos moleculars, anomenats fotosistemes, que absorbeixen la llum durant la fotosíntesi, difereix de la clorofil·la b perquè el radical de la posició 3 del grup tetrapirròlic és -CH3 (llogo) en lloc de -CHO (carbonil).
2. La clorofil·la b caracteritza els plasts de les algues verdes i de les seves descendents, les plantes terrestres (regne Plantae). Aquests plasts, i els organismes que els porten, són de color verd. També es troben plasts verds en alguns grups de protists que han assimilat algues verdes unicel·lulars endosimbionts, adquirint així plasts secundaris. Podem citar les euglenes, els cloraracniòfits i alguns dinoflagel·lats, com Gymnodinium viride. També es troba en alguns cianobacteris (els cloroxibacteris) que, per això, són de color verd en comptes de blavosos; fa algun temps se'ls va atribuir per aquest tret el caràcter d'avantpassats dels plasts verds, però després s'ha comprovat que és un caràcter adquirit independentment en diverses línies separades.
3. Les clorofil·les c1 i c2 són característiques d'un extens i divers clade de protists que coincideix més o menys amb el superfílum Chromista i que inclou grups tan importants com les algues marrons, les diatomees o els haptòfits.
4. La clorofil·la d només s'ha conegut durant decennis per una observació aïllada i no repetida en una alga vermella. Després s'ha trobat en un cianobacteri (Acaryochloris marina), que sembla especialment apte per a explotar llum vermella quan creix sota certs ascidis. En tot cas, no s'ha pas d'interpretar de la taula que la seva presència sigui una característica comuna de les algues vermelles. També es troben clorofil·les en animals que contenen dins de les seves cèl·lules o entre aquestes algues unicel·lulars (zooclorel·les i zooxantel·les). Gràcies a aquesta simbiosi, la fotosíntesi contribuïx de manera significativa a la nutrició de coralls, tridacnes, nudibranquis i altres animals marins. No tots els organismes fotosintetitzadors tenen clorofil·les. Els bacteris que no són cianobacteris tenen pigments molt distints anomenats bacterioclorofil·les.

## Tipologia
|                   | Clorofil·la ''a'' | Clorofil·la ''b''                | Clorofil·la "c1" | Clorofil·la "c2" | Clorofil·la "d"  |
| Fórmula molecular | C55H72O₅N₄Mg      | C55H70O₆N₄Mg                     | C35H30O₅N₄Mg     | C35H28O₅N₄Mg     | C54H70O₆N₄Mg     |
| Grup C3           | -CH=CH₂           | -CH=CH₂                          | -CH=CH₂          | -CH=CH₂          | -CHO             |
| Grup C7           | -CH₃              | -CHO                             | -CH₃             | -CH₃             | -CH₃             |
| Grup C8           | -CH₂CH₃           | -CH₂CH₃                          | -CH₂CH₃          | -CH=CH₂          | -CH₂CH₃          |
| Grup C17          | -CH₂CH₂COO-Fitil  | -CH₂CH₂COO-Fitil                 | -CH=CHCOOH       | -CH=CHCOOH       | -CH₂CH₂COO-Fitil |
| Enllaç C17-C18    | Simple            | Simple                           | Doble            | Doble            | Simple           |
| Ocurrent          | Universal         | La majoria en plantes terrestres | Diverses algues  | Diverses algues  | Cianobacteris    |

|  |  |